# Stronghold
Stronghold је историјскa стратегија у реалном времену. Игра је развијена од стране Фирефлај Студиос 2001. године. Игра се фокусира првенствено на освајање и ширење, али такође обезбеђује простор за економску стратегију и развој. Ту је и економска и војна кампања. Игра се одвија у средњовековној Енглеској и Велсу.

## Игра
Постоји неколико кампањи, са мисијама које се заснивају на борби (главна кампања) или на економији. Играч треба направити стабилну економију и велику војску да би се могао одбранити од освајача и да би могао освајати непријатељске замкове.
Енглеског краља су заробили варвари из суседног краљевства док је покушавао да га освоји и тражили су откупнину за њега. Четири лорда издају краља и преузимају контролу над краљевством делећи га међу собом. Главни лик је млад, неискусан командант чији је отац убијен у заседи и коме помажу два лорда која су остала верна краљу. Играч треба повратити контролу над краљевством тако што ће испуњавати задатке, освајати једну по једну жупанију и победити сва четири лорда. Помагаће му и краљ који ће бити откупљен у току игре.
Економска кампања се дешава након главне кампање - играч треба обновити делове краљевства борећи се против бандита и пожара. Постоји и режим опсаде где играч треба освојити или одбранити неколико историјских замкова. Укључен је режим слободне градње где играч може градити замак без икаквих задатака. Користећи уграђени уређивач мапе може се направити још сценарија.